# Самодива
Самоди́ва (болг. Самодива) — село в Кирджалійській області Болгарії. Входить до складу общини Кирково.

## Населення
За даними перепису населення 2011 року у селі проживали 284 особи, з них 281 особа (99,3%) — турки.
Розподіл населення за віком у 2011 році:
Динаміка населення: